# Vámpír

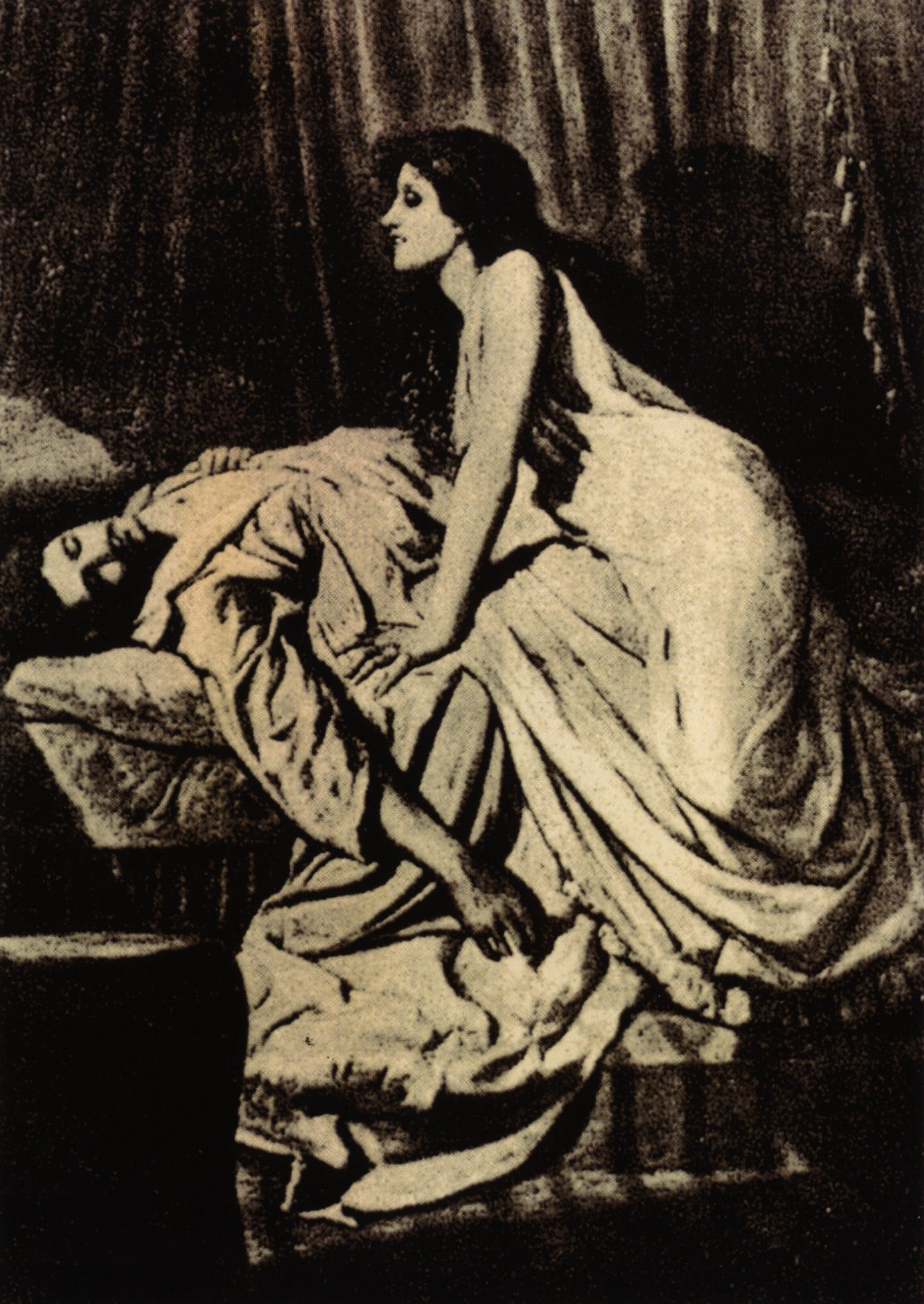
A vámpír, Philip Burne-Jones festménye, 1897.

A köztudatban a vámpír misztikus, vérivó, emberforma kitalált lényt jelent. Vámpirizmusnak lehet nevezni, hogy egy lény más lényektől nyer valamilyen formában energiát.

## Története
Maga a vámpír (upier, upyr; vukodalak-brucola; morturi masticantes) szó (szláv eredetű; jelentése vérivó) viszonylag rövid múltra vezethető vissza, azonban évezredekre visszamenőleg szerepel majdnem minden kultúrában olyan tevékenység, amit ma a vámpír fogalomkörrel azonosíthatunk.
Egyiptomban voltak vérivó istenek és istennők, szörnyek, akik embervéren éltek és emberi áldozatokat követeltek. Az ókori görögök is ismertek ilyen emberszerű démonokat, akik a vérünket szívják és betegségeket terjesztenek. Empusának hívták azt a vérivó nőstény lényt, ami az ókori görög színművekben kísértett; ugyanígy nevezték őket lámia vagy brukolakhosz néven is. Az ajtón kopogtató vámpír hiedelme is tőlük ered a mítosz szerint, ezért szokás volt, hogy az udvarias, egyszeri kopogtatásra nem nyitottak ajtót.
A régi Asszíriában az az ember, akit a halála után felelőtlenül nem temettek el rendesen, vérszívóként "élt" tovább.
A vámpirizmusnak az eredete egészen régre nyúlik vissza, pontos információk nincsenek sem hozzávetőleges időpontról, sem forráskultúráról.
Konkrétan a vámpír szó és a hozzá kapcsolódó hiedelemvilág csak legfeljebb a középkorig nyúlik vissza. Korábbi formáit másként nevezték. Nincs egyetlen körülhatárolható eredet, bár sokat kutatják megszállottan több száz éve. Azt viszont tudjuk, hogy 1732-től vizsgálják orvosi és tudományos szempontból is a kérdést. 1755-től be is tiltják a vámpirizmussal kapcsolatos mindennemű dolgot, és 1786-ban porolják le hivatalosan a témát.
Korábban vérivóknak, vérivó vagy emberevő démonoknak, szellemeknek, boszorkányoknak, lidérceknek stb. nevezték őket.
Formájuk besorolástól tekintve lehetett többféle is, és alakváltoztató képességük is bonyolítja a dolgot.
A démonikus vérszívók, hasonlóan a lidércekhez, alakváltókhoz, alapvetően nem emberi formájúak. (ld.: démon, lidérc, alakváltó.)
A szellemek és boszorkányok, akikhez vérivást kötnek, már szinte kivétel nélkül humanoid formájúak, vagy általánosságban mondhatjuk, hogy főként emberi alakban vannak (elsődleges forma), de szinte kivétel nélkül tudnak alakot váltani.
Az állati vámpirizmus tekintetében is homály fedi a történelem majdnem egészét, noha utalások találhatók több ezer éves leleteken is. Tény azonban, hogy a vámpírnak nevezett denevérfaj ártalmatlan, mert nem fogyaszt vért, ellentétben apró testvérével, a vérszopó denevérrel, ami kifejezetten vérrel való táplálkozásra specializálódott. Mivel azonban élőhelye, előfordulási helye, valamint az írott történelmi anyagok összevetése jelentősen lekorlátozza az ezek által kelthetett hiedelemvilágot.
A ragadozó ösztönű állatok bevonása a vámpírmitológiába érthető, hiszen bárki láthatott vért nyalogató macskát, kutyát, oroszlánt vagy más fenevadat. Annál érdekesebb azonban, miképp vonhattak be olyan állatokat, mint a ló, a tehén és más, alapvetően növényevő állatokat. A legvalószínűbben onnan eredhet, hogy ezek az állatok élve szülőkként tisztára nyalják véres utódaikat, és elfogyasztják a magzatburkot, valamint a placentát is. Ma már tudjuk, hogy ez teljesen normális folyamat, így biztosítja az anyaállat a borja szagtalanságát a ragadozókkal szemben, az elfogyasztott burok és placenta segít az anyaállat terhesség és szülés miatt fellépő fehérjeszükségletének kielégítésében, sok esetben pedig az elfogyasztott placenta anyagai indítják be vagy fokozzák a tejtermelést.
Ugyanígy bizonytalan, hogy miért fogyasztják el néha a halva született, vagy esetenként az élő utódaikat is, és hogy az utódok miért ölik meg és fogyasztják el gyengébb társaikat, vagy anyjuk miért eteti meg velük ezeket. Itt is csak találgatni lehet: rivalizálás, fehérjeszükséglet, esetleg tudja az anyaállat, hogy életképtelen a még élő utód, vagy tudja, hogy nem tudná megfelelően táplálni. A válasz sokféle lehet, és nem kizárólagos.
Nem hálás feladat olyan témát boncolgatni, amiben elnevezések és skatulyák, nézőpontok közötti különbségekről van szó, de ez mit sem változtat a tényen, hogy a vámpirizmus majdnem minden kultúrában jelen van. És ha más alapelveket vallunk is, attól még ugyanazon ismeretlent próbáljuk jobban megérteni, próbáljuk magunkat felvértezni ellene.
Azonban az igazság az, hogy ahogyan az átlagos emberi kultúra változik, fejlődik, átalakul, úgy a vámpírok és más képzelt vagy valós lények világa is párhuzamosan ugyanezt teszi. Ezt lehet egyfajta evolúciónak is tekinteni.
A vámpír, a vérszívó, a vérivó lény motívuma azonban olyan eleme az emberiség mondáinak, hogy a földön élő valamennyi nép kultúrájában megtalálható, kivétel nélkül.
Valamiképpen mind a dél-amerikai indiánokban, mind a szibériai pusztaságok lakóiban (és folytathatnánk a sort) felmerült az emberből élő, táplálkozó és mégis; maga is közel emberi lény alakja. Ennek oka lehet egyrészt Jung magyarázata, miszerint ez az emberiség kollektív tudattalanjából származó kép, vagy azonosíthatjuk őket a porfíria és pellagra nevű betegségek vámpirikus jegyeket mutató tünetcsoportjával is.
A vámpír alakja erősen összekötődik a vér motívumával, tekintve, hogy a vámpír (már) halott és féllétének fenntartásához vérre, ergo életre van szüksége az életben maradáshoz. A kereszténység felbukkanásával a vámpír alakja még szorosabban összekötődött az ördöggel és a gonosszal és a népi motívumokba bekerült elűzésének keresztényi jellege is.
A Bibliában Isten – a Tízparancsolatban – eleve tiltja a gyilkosságot.(II. Móz. 20.13) Ne ölj! – ez az 5. parancsolat. Több helyen szerepel az, például Káin és Ábel történetében, hogy a megöltek vére "kiált" Istenhez. (I. Móz 4.10)
Ezen túl Isten az étkezési parancsokban tiltja az állati vér elfogyasztását, mert abban van az élőlény "élete". (III. Móz. 17.10-14)(Ugyanúgy a faggyú elfogyasztása is tiltott, melyre az a valószínű magyarázat, hogy áthálózzák apró vérerek.) A zsidó vallásban ezért a kóser vágás együtt jár a leölt állat kivéreztetésével. Tehát a vér nemcsak külön, de a húsban sem fogyasztható.
Maga az elképzelés tehát, hogy valaki mások vére által válik halhatatlanná, csak annyiban támasztható alá a Bibliából, hogy egyedül Krisztus vére – vagyis önkéntes áldozata – által lehetséges az, hogy elnyerjük az örök életet. Rámutattak előre, mintegy dramatizált formában, az ószövetségi állatáldozatok. Ő saját vére által fizette meg bűneink váltságát. Erre csakis egy bűntelen személy lehetett képes, mert a bűnös saját bűnei miatt hal meg. Ezért halunk meg mi, emberek, az első emberpár által elkövetett első bűn óta. (Korábban mi is halhatatlanok voltunk.) Ha mi elfogadjuk Krisztus értünk hozott áldozatát, vagyis képletesen szólva isszuk Krisztus vérét – ami még véletlenül sem jelent tényleges vérivást -, akkor lehet örök élhetünk. Krisztus vérét inni annyit tesz, táplálkozni abból a szeretetből, amit ő felénk nyújt. Elfogadni útmutatását életünkre, lemondást gyakorolni igaz ügyek érdekében.
Az (európai) népi kultúrában a vámpír (szláv kifejezés; jelentése vérivó) rendszerint egy újra feléledt emberi holttest, ami emberi vagy állatvéren él, és sok esetben természetfeletti erőkkel rendelkezik, mint az emberfeletti erő és gyorsaság, állatok fölötti hatalom vagy alakváltás. Néhány kultúrában nem emberi vámpírok (pókok, kutyák, démonok vagy akár növények) is szerepelnek, de a vámpirizmus leggyakrabban emberekre korlátozódik.
A vámpírok gyakori szereplők a horror- és fantasy-irodalomban és -filmekben.
A néprajzban és a pszichológiában arra utal, amikor valaki emberi vagy állati vért iszik. Az a tény, hogy rendszerint a nyakon keresztül, ahol a legkönnyebb a hozzáférés a fő artériákhoz, azt is takarhatja, hogy ez egyfajta szexuális aktus, hiszen a nyak a legtöbb ember számára erogén zóna. Emellett logikus is, hiszen ez a test egyik legkönnyebben hozzáférhető része (ahol nagyobb ér/artéria található), tekintve, hogy többnyire fedetlen. Bizonyos területeken az emberek hitték, hogy természetfeletti hatalomra tehet szert, aki más vérét megissza. Ebben az értelemben a vámpírizmus tekinthető a kannibalizmus egyik formájának.
A vámpír fogalmi köre azonban nem szűkíthető le csak vérivásra.
Létezik energiavámpirizmus is, amikor az energiacsere (lényegében a társadalmi érintkezés) révén az érintkezés egy vagy több résztvevőjét képzelt "energetikai károsodás" éri. Az "igazi" energiavámpír egy eredendően lényegesen gyengébb ember. Mivel energiahiányban szenved, abban reménykedik, hogy az adott emberrel/emberekkel való energiakapcsolat oldja meg energiahiányát.
Az emberek közötti érintkezés bármilyen formája alapvetően nem csak információk, hanem különféle mértékben és módokon energiák cseréje is, amelynek nagy része tudományos alátámasztható[forrás?]. Mivel a társadalmi érintkezés során folyamatos és kölcsönös az energiacsere, ezért mindenki kicsit energiavámpírnak mondható. Azonban ténylegesen energiavámpírnak csak azokat nevezzük, akik részben vagy egészben képtelenek saját energiát előállítani, ezért akarva/akaratlanul megterhelő, káros mennyiségben vonják el környezetüktől azt. [forrás?]

## A klasszikus értelemben vett vérszívó vámpír
A klasszikus variáció szerint a vámpírok sírjukból kikelt holtak, bőrük sápadt, nagy szemfogaik vannak, sok esetben csúnya, gyakorlatilag gondolkozni képtelen, járkáló élőhalottak (zombik), de többségében földöntúli szépséggel, csáberővel felruházott emberszerű alakok.
Olyan éjszakai lények, akik nem mehetnek ki a fényre, az éjszaka leple alatt tevékenykednek, és vagy csak úgy mehetnek be egy házba, ha bekopognak és behívják őket (ld.: a görög mitológiában), vagy a különleges képességeikkel képesek akárhová bejutni, bár megszentelt földre (templomok, kápolnák) többnyire nem. Koporsókban alszanak, félnek a napfénytől, a feszülettől, a fokhagymától és a szentelt víztől, legyőzésükhöz karót kell döfni a szívükbe, le kell vágni a fejüket és el kell égetni őket.
Kilétükkel többnyire tisztában van a környezetük, de rettegnek tőlük, ezért tehetetlenül tűrik jelenlétüket. Ilyen történetekben általában valamilyen vidéki kastélyban élő, halhatatlan (hiszen már egyszer meghaltak) várurakról van szó (pl.: Nosferatu; Drakula-históriakör; Báthory-legenda), akik képesek befolyásolni mások akaratát, hipnotizálni az embereket, ha úgy tetszik. Általában emberfeletti képességeik vannak: erő, alakváltás, köddé válás, repülés, az állatok és más lények feletti uralom.
Áldozatuk a harapásuktól többnyire maga is vámpírrá válik, kikelve sírjából, ahova azért temetik, mert előbb belehal a harapásba. Néhol ehhez előbb teljesen ki kell szívniuk áldozatuk vérét, és máshol kell inniuk a vámpír véréből, majd meghalniuk. Van, hogy áldozatukat egy-egy vérszívás alkalmával nem ölik meg, hanem visszajárnak hozzá, hogy újra és újra táplálkozzanak, vagy egyfajta síron túli szeretőként tartsák őt.
Van egy másik vámpírfajta, ami a kínai mitológia több ezer éves alakja. Valaha léteztek olyan kínai vámpírok, akik sírjukból kikelve sem a napfénytől, sem a szentelt víztől, de még a kereszt és a karó, sőt még az ezüst sem fogta őket. Nem jártak, mint a klasszikus vámpírok, hanem szökellve közlekedtek. Egyvalami állíthatta meg őket, egy papiruszra írt szent szöveg, amit a homlokára kellett tűzni, hogy ártalmatlanná tegyék.

## A vérszívó vámpírok modern értelmezése
A modern elképzelések eltéréseket mutatnak részben vagy egészben. Itt már a vámpír nem mindig sírjából kikelt holt, és nem alszik koporsóban, hanem megjelenik a vámpír mint önálló faj ötlete (ld.: Vámpír: A Maszkabál könyvek).
Vannak olyan vámpírok, akik képesek a fényben járni, és akik ellen mit sem ér a szentelt víz, a templom vagy a feszület (ld.: Penge című amerikai filmtrilógia, Alkonyat-sorozat, Lisa Jane Smith: Vámpírnaplók).

## Porfíria
A porfíria nagyon ritka betegség, amely a hemoglobin elégtelen termelődésével és zavarodásával jár együtt. Örökletes betegség, de megjelenéséhez olyan tényezők is hozzájárulhatnak, mint a stressz, az energiaszegény táplálkozás, az alkoholfogyasztás vagy a hormonkezelés és bizonyos gyógyszerek szedése. A serdülőkor előtt megjelenése ritka. A tünetek rohamszerűen jelenhetnek meg. Nincsen egyedi jellemzője, ezért diagnózisa nehéz. A fényérzékenység csak bizonyos tünetegyütteseinél jelenik meg (attól függően, hogy melyik enzimek hibája okozza). * A vampirizmussal kapcsolatos összefüggése azon a feltételezésen alapul, hogy a régi időkben – talán – a népi vagy a korabeli orvostudomány vérátömlesztéssel és rendszeres "vér"-fogyasztással kapcsolta össze. Az akkor alkalmazott módszerek alapján nem elképzelhetetlen * de nem is biztos, mert ennek a betegségnek az ilyen módon való kezelését nem ismerjük és nem is fogjuk ismerni (a kezelések a 19. század előtt általában titkosak voltak). Azonosítása pedig ma is nagyon nehéz. Emiatt inkább pletyka, hogy a vampirizmussal hozzuk összefüggésbe konkrétan ezt az egy tünetcsoportot.

## A vámpír szó mai jelentései

### Magyarul
1. Egy Dél-Amerikában élő denevérfaj (Vampirus spectrum). E jelentésváltozat használata igen ritkán fordul elő a beszélt és írott nyelvben, tekintve, hogy hozzáteszik; vámpírdenevér.
2. Alvók/élők vérét ivó és fojtogató (és/vagy) sírjából kijáró szellem/lény. A szónak ez a jelentésgyökere, szótörténetileg tehát ezt keressük. Néhány éve még ritkán használt szó volt, azonban a szerepjátékos kultúra betörésével, a vámpírokat felvonultató filmek (Penge trilógia, Interjú a vámpírral, Alkonyattól pirkadatig) és a vámpírtémát egyre népszerűsítő regényírókkal (Anne Rice, Bram Stoker, Laurell K. Hamilton, Darren Shan, J. R. Ward, Jeaniene Frost stb.) a szóhasználók köre egyre bővült és bővül ma is. Ebből értelemszerűen látszik, hogy a szó széleskörűen használt nemzetközi szóvá vált az idők során.
3. Gonosz, romlott, a férfiakat könyörtelenül kihasználó nőszemély. A Tótfalusi-féle etimológiai szótár ezt a jelentésváltozatot külön kezeli és a vamp címszó alatt tárgyalja, ami az angol vampire (vámpír) csonkított változata és a mai magyar nyelv egyáltalán nem vagy csak elenyészően ritkán használja.
4. Vérszopó személy mint jelzői alak, azaz másokon élősködő ember. Pl.: „Ne szívd a vérem, mint egy vámpír”.

A szó összetett alakjai a vámpírfog, vámpírajak, vámpírtermészet. Mind a vámpírok képességeivel, kinézetével, természetével vannak összefüggésben. A szó szinonimái a vérszopó, vérszívó, éji lidérc. A lidérc főleg a magyar vonatkozásokban lesz érdekes.
A vámpírológia egy különleges új műszó, ami egy, csakis a vámpírokkal foglalkozó tudományágat jelöl. Divatba csak Bram Stoker 1897-ben megjelent Drakulája után jött. A vámpírizmus szó vámpírokkal kapcsolatos tevékenységet jelöl. Vámpirizálni annyit tesz, mint vámpírrá tenni.

### Vámpírok vérszívása
A legtöbb könyvben, filmben, fantasyban a vámpírok tápláléka az állati vagy az emberi vér, mely szükséges az életben maradásukhoz. Rendszerint a nyakon keresztül szívják ki, de történhet csuklón vagy más testtájékon keresztül is.
Ezen történetek szerint a vámpírok számára a vér maga az élet. Ha bizonyos időn belül nem jutnak elegendő vérhez, legyengülnek és vagy meghalnak, vagy torpornak is nevezett mélyálomba süllyednek.
Ha egy vámpír vért szívott, egyes szemszög alapján két árulkodó kis sebhely marad utána, főleg az újabb nézetek szerint azonban ha a vámpír megnyalja a sebet, akkor az nyomtalanul begyógyul.
E lények ellen fokhagymával, fénnyel, kereszttel és vasfűvel azaz (verbénával) lehet védekezni.

### Más nyelvekben
Az a téves elképzelés, miszerint a vámpír szó és kifejezés magyar eredetű, valamint hogy a vámpír része a magyar hiedelemvilágnak, Lugosi Béla filmszínész 1931-es Drakula című filmben nyújtott világhírű alakításának köszönhető.[forrás?]
Valójában a magyar hiedelemvilágnak csak újabban képezi részét a vámpírmítosz. Ezt támasztja alá Szendrey Zsigmond és fia, Szendrey Ákos Magyar néphit és népszokás lexikon című, kéziratban fennmaradt munkája, mely a második világháború végéig feltárt anyag összefoglalása.
Eszerint a magyar néphitben a sírból csak a dolgavégezetlen elhunyt jár vissza, őt hazajáró, bolygó, bujdosó, kísértő léleknek nevezik. Az ilyen lélek a vámpír-babonával ellentétben nem issza az élők vérét, általában csak zajt csap, és szokás szentelt vízzel, imával és különféle praktikákkal megbékéltetni, elűzni.
A magyar hiedelemvilág egyetlen vámpíri jegyeket mutató eleme a segítőszellemként, lidércként, lúdvércként és még sok más néven illetett alak, akit Hódmezővásárhelyen és környékén a szolgálataiért cserébe a gazdájának a saját vérével kell itatnia.
Abban azonban minden vidéken egyetértés volt: akinek "piritusa"/lidérce van, az az ördöggel cimborál, vagyis eladta a lelkét az ördögnek.
A magyar hiedelemvilág a határokon keresztül vette át a vámpírokról szóló mítoszokat az 1700-as évek vége, az 1800-as évek elején és csak jóval később, az 1900-as évek közepe-vége táján olvasztotta be saját babonái közé.
A modern Vámpír szó eredete (Upiór jelentése hortdan, vámpír vagy boszorkány a török és szláv mítoszokban.) az Ubir-Upiór kifejezésből származik, az Ubir vagy Upiór szó eredete a Volga (İtil) folyó körüli vidékeken alapul. és Pontic sztyeppék. Az upióri mítosz a kipcsak-kun nép vándorlásán keresztül terjedt el az eurázsiai sztyeppékre állítólag. A modern "vámpír" szó az ószláv és török nyelvek "онпыр (onpyr)" alakjából származik, a "v" hang hozzáadásával a nagy orrhangzó (on) előtt, ami az óbolgárra jellemző. A bolgár formátum a впир (vpir). (más nevek: onpyr, vopir, vpir, upir, upierz.)
A román nyelvű vámpírszavak nem tartalmazzák az upir szótőt: strigoi, moroi, priculici, naluca, duh, aratere, stafie. A strigoi éji urat, éjurat jelent Erdélyben, s mint olyan ez felel meg legjobban a vámpírnak. A moroi Magyarországon is elterjedt, mint mora/nora bár ezt inkább szlovák szomszédainktól vettük át. A nora a magyar néphit egyetlen vámpírszerű lénye. „Nyomó” démon, amely az emberek mellét szopja éjszaka, halott emberből lett; olykor kereszteletlenül meghalt vagy halva született csecsemőből, de nem igazi vámpír, azaz nem sírjából kikelő holttest. Kapcsolatai – mint Barna Gábor (1981) összefoglalta – a közép-európai szláv népcsoportok fent említett mora alakjai, valamint a szerbhorvát vámpír felé mutatnak.
Az upir először 1047-ben tűnik fel először egy iratban, mely úgy hivatkozik egy orosz hercegre, mint "Upir Lichy", azaz gonosz vámpír. A szó ezután elterjedt a nyugati nyelvekben, mint vampyr, vampire, wampyr. A módosulás valószínűleg a szó elejének furcsa ejtéséből ered.
A vámpír szó elterjedése nyugaton 1725-1734-re tehető oka, hogy 1725-től, illetve 1732-től kezdve Európa tudományos világa a magyarországi – helyesebben szerb határőrvidéki – vámpíresetek hatása alatt állott. (A gradiska-kisolovai “Plogojovitz”-eset ahol is 1725-ben egy vámpír több embert megölt és megkínzott, a másik esetben, 1732-ben, pedig 22 vámpírt állítottak elő). Ugyanebben az évben heves nemzetközi tudományos vita bontakozott ki az – elsősorban német – orvosok között a vámpírizmussal kapcsolatos eseményekről, jelenségekről. Ennek az eseménynek hatása, valószínűleg, a vámpír szó elterjedése a nyugati nyelvekben. A magyar nyelvbe pedig pont, hogy német közvetítéssel került át. Magyarországon a 18. században több vámpírpert is tartottak, amik nagy port vertek fel a nyugati közéletben. 1748-ban megjelenik az első modern vámpírköltemény Der Vampir címmel.
Az első magyar nyelvemlék a vámpírokról 1794-ből miszerint: „Vampierok…az eleven embereknek véreket szopták” (NytudÉrt. 71. sz. 83). Bár Tessedik Sámuel írja a vámpírokról már 1786-ban: "Régen úgy tartották, hogy a sírbul fel-fel támadtak és az eleven embereknek véreket szopták." 1799-ben már, mint Vampir, Vámpir (Fábián J.: Term. Hist. 408: Nsz.) szerepel. Jókai használta a szót 1872-ben, a mai alakjában, mint vámpír. A vamp kifejezés először 1882-ben tűnik föl „démoni nő; vamp” (Tóth L.: Méhek 82: Nsz).

## Modern története
Az első modern kori vámpírtörténetet Byron orvosa, John William Polidori írta 1816-ban egy baráti költői versenyen (ugyanerre a versenyre készült Mary Shelley Frankenstein című regénye). A regényben szereplő kalandor vámpírt Byronról mintázta.
Mára a vámpír szó összekapcsolódott a szexualitással, az emberben megbúvó állattal, a 19. század vadromantikájával, és a titokzatossággal. A szerepjátékok és gótikus-fantasy filmek folyományaként a szónak valódi szubkultúrája alakult ki, ahol is „vámpíros” a hosszú fekete bőrkabát, a titokzatos viselkedés, a vadság, és az agresszió is. Ezekben a szubkultúrákban a vámpírokkal kapcsolatos hiedelmek legtöbbje tovább él, gyakori szabályok, hogy a vámpírokat megöli a napfény, nappal alszanak és nem léphetnek be hívatlanul halandó otthonába; a vámpírok mindig rendkívül szépek, és élethosszuk végtelen, vagy többszöröse az emberi élettartamnak.
A vámpír szónak sosem múló divatja keletkezett Európában elterjedése után és ez a divat egyre inkább csak terjeszkedik. A vámpírregények népszerűnek számítanak a távol-keleti lektűrirodalomban is.

## A vérfogyasztás hatása az emberi szervezetre
Az emberi, vagy állati eredetű vér fogyasztása nagyobb mennyiségben vasmérgezést, májkárosodást, tüdővizenyőt, idegi rendellenességeket, alacsony vérnyomást, dehidratációt okoz. Az emberi vérben keringő esetleges kórokozók további veszélyeket jelentenek. Kis mennyiségben lenyelt és a gyomorba jutott vér, például egy orrvérzés, vagy kisebb mértékű belső vérzés okán azonban nem okoz komolyabb károsodást az emberi szervezetnek.

## Híres vámpírtörténetek
Noha rengeteg vámpír-történet létezik és számos újabb mű jelenik minden évben, az alábbi felsorolás a teljesség igénye nélkül készült, kiemelve a legmarkánsabb filmeket, regényeket, a lehető legjobban igyekezve bemutatni a téma széleskörűségét:
- Bram Stoker: Drakula, 1897 könyv; 1931 film Lugosi Bélával; 1992 Coppola-film
- Vámpírok (1915)
- Nosferatu – Murnau; 1922 némafilm; 1979 Herzog-film
- Roman Polański – Vámpírok bálja (film 1967), Jim Steinman és Michael Kunze (musical 1997)
- Anita Blake – 1993-tól, Laurell K. Hamilton könyvsorozata
- Vámpír Brooklynban – 1995 Craven-film
- Drakula halott és élvezi – 1995 amerikai filmvígjáték Leslie Nielsennel
- Alkonyattól pirkadatig (1996. amerikai film, Quentin Tarantino rendezésében és szereplésével)
- Anne Rice krónikák / Interjú a vámpírral; A kárhozottak királynője (könyvek és amerikai filmek)
- Buffy, a vámpírok réme (1997-2003. amerikai film és filmsorozat)
- Angel (1999-2004. amerikai filmsorozat)
- Penge / Blade (1998; 2002; 2004 amerikai filmtrilógia)
- Drakula 2000 (2000 Lussier-film; főszereplő Gerard Butler)
- Van Helsing – 2004 film
- Bloodrayne (2002-es akció/kaland videójáték; 2005 horror/fantasy film)
- Underworld (2003; 2006; 2009; 2012 amerikai filmkvadrológia)
- Vámpírakadémia (Richelle Mead könyvsorozata eredetiben 2007-től, magyarul 2009-től)
- True Blood – Inni és élni hagyni / True Blood (Charlaine Harris könyvsorozata és az HBO saját gyártású sorozata 2008-tól)
- Vámpír könyvek (Darren Shan ifjúsági horror regénysorozat, melyből filmet is készítettek 2008-tól)
- Evernight (Claudia Gray regénysorozata 2008-tól; korai online browser-based szerepjáték)
- Jeaniene Frost: Cat and Bones Vámpírvadász könyvsorozat
- Vámpírnaplók / The Vampire Diaries (2009-2017-ig tartó sorozat)
- Az Éjszaka Háza / House of Night (P.C. Cast és Kristin Cast regénysorozata)
- Stephenie Meyer Alkonyat-sorozata, mely átértelmezi a hagyományos vámpír-szemléletet (romantikus, vegetáriánus – csak állati vért fogyasztó – vámpírok)
- Tökéletes teremtmény (film)
- Engedj be! – világsikerű vámpírfilm
- írók: Trevor Munson, Ron Koslow [film: Holdfény – Moonlight (amerikai film sorozat 2007-től)].
- Lestat musical – Elton John
- Bloodlust (2010-től folyamatosan megjelenő, magyar szerzői fantasy / cyberpunk képregény)
- Daybreakers – A vámpírok kora (Daybreakers, 2009)
- Castlevania (1986 – napjainkig, videójáték sorozat)
- The Originals – A sötétség kora (2013-2018-ig tartó amerikai sorozat)
- Legacies – A sötétség öröksége (2018-tól napjainkig tartó amerikai sorozat)
- Dracula (2020, minisorozat)

## Bibliográfia
- Bárczi Géza, Országh László (szerk.): A magyar nyelv értelmező szótára I-VII., Bp., 1959-1962
- Barry Alpha Ádám: A vámpír szó története, Veszprém, 2005
- A magyar nyelv történeti-etimológiai szótára III. (Ö–Zs). Főszerk. Benkő Loránd. Budapest: Akadémiai. 1976. ISBN 963-05-0987-3
- Magyar László András: Masticatio Mortuorum semmelweis.tripod.com
- Juhász József – Szőke István – O. Nagy Gábor – Kovalovszky Miklós (szerk.): Magyar értelmező kéziszótár, Bp. 1972
- Pál József – Újvári Edit: Szimbólumtár, 1997
- Telek Balázs: Vámpírmítosz napjainkban, Palimpszeszt 24. sz. magyar-irodalom.elte.hu
- Tótfalusi István: Etimológiai szótár, 1993
- Anne Rice: Interjú a vámpírral (Vámpírkrónikák 1. rész)